# Halstroff
Halstroff (deutsch Halsdorf, lothringisch Hoolstroff) ist eine französische Gemeinde mit 296 Einwohnern (Stand 1. Januar 2022) im Département Moselle in der Region Grand Est (bis 2015 Lothringen). Sie gehört zum Arrondissement Thionville.
Die Einwohner nennen sich Halstroffois. Ihre Spitznamen sind Di Hoolschtrowwer Ochsen und Di Hoolschtrowwer Biddeseecherten.

## Geografie
Die Gemeinde Halstroff liegt etwa 23 Kilometer östlich von Thionville und fünf Kilometer von der Grenze zum Saarland entfernt (Biringen). Das Gemeindegebiet umfasst 10,91 km².

## Geschichte
Der Ort gehört seit 1661 zu Frankreich, damals hieß er noch Hailstorff. Die beiden S-Initialen bedeuten Saint-Sixte und  erinnern damit an die Abtei Rettel, zu der Halstroff gehörte. Der Dreiberg und das Kreuz symbolisieren das Wappen der Heiligkreuz-Abtei von Bouzonville, die das Patronat der Kirche hatte.

### Bevölkerungsentwicklung
| Jahr      | 1962 | 1968 | 1975 | 1982 | 1990 | 1999 | 2007 | 2019 |
| --------- | ---- | ---- | ---- | ---- | ---- | ---- | ---- | ---- |
| Einwohner | 204  | 358  | 393  | 313  | 281  | 286  | 282  | 305  |